# Manifeste GNU
- (anglais) Cet article est partiellement ou en totalité issu de l’article de Wikipédia en anglais intitulé « GNU Manifesto » (voir la liste des auteurs).

Logo du projet GNU.

Le Manifeste GNU a été écrit par Richard Stallman et publié en mars 1985 dans le Dr. Dobb's Journal of Software Tools pour expliquer les ambitions du Projet GNU, et pour appeler au soutien et à la participation au développement de GNU (un système d’exploitation libre et gratuit). Il est considéré par le mouvement du logiciel libre comme une pièce philosophique fondamentale.
Le texte complet est inclus avec les logiciels GNU tels qu’Emacs, et est disponible publiquement.

## Origine
Certaines parties du Manifeste GNU proviennent de l’annonce du Projet GNU le 27 septembre 1983 par Richard Stallman, sous la forme d’un courriel Usenet newsgroup. 
L’ambition du projet résidait dans le fait de donner aux utilisateurs d’ordinateurs la liberté et le contrôle sur leurs machines en développant de façon collaborative des logiciels basés sur l’idée qu’avait Stallman de la liberté logicielle (bien qu’aucune définition écrite n’ait existé avant février 1986).  
Le manifeste a été écrit pour diffuser ces concepts et fournir un soutien en termes de travail, de ressources logicielles et matérielles et de solutions de financement.
Le Manifeste GNU a pris sa forme complète en 1985 et a subi des mises à jour mineures en 1987.

## Résumé
Le Manifeste GNU commence avec une explication de ce qu’est le Projet GNU, ainsi que la progression actuelle (à ce moment-là) dans la création du système d’exploitation GNU. Le système, bien que basé sur Unix et compatible avec ce dernier, a été augmenté d’un certain nombre d’améliorations par son auteur, qui sont listées en détail dans le manifeste.
Une des motivations principales du Projet GNU, selon Stallman était la tendance d’Unix et de ses divers composants à devenir rapidement (à l’époque) des logiciels propriétaires (closed-source par exemple).
Le manifeste pose une base philosophique pour le lancement d’un projet, et l’importance de le mener à terme – le logiciel propriétaire est un moyen de diviser les utilisateurs, qui ne peuvent alors plus s’entraider. Stallman refuse l’écriture de logiciels propriétaires par solidarité avec eux.
L’auteur donne les raisons pour lesquelles le projet et la liberté logicielle profitent aux utilisateurs, mais il admet que leur adoption générale rendrait le métier de programmeur moins rentable.
La majeure partie du manifeste GNU consiste à réfuter les objections possibles aux buts du Projet GNU. Cela inclut le besoin du programmeur de gagner sa vie, le problème de la publicité et de la distribution de logiciels gratuits, et le besoin ressenti d’une motivation pécuniaire.